# بوراستان
بوراستان (به ارمنی: Բուրաստան) یک روستا در ارمنستان است که در استان آرارات واقع شده‌است. بوراستان در ۴٫۵ کیلومتری شمال غرب آرتاشات، مرکز استان آرارات واقع شده‌است.

## خصوصیات
بوراستان ۲٬۱۷۱ نفر جمعیت دارد و در ۸۳۰ ارتفاع متر بالاتر از سطح دریا قرار گرفته‌است.
| سال   | ۱۸۳۱ | ۱۹۱۶ | ۱۹۲۳ | ۱۹۳۹ | ۱۹۵۹ | ۱۹۷۰ | ۱۹۷۹ | ۲۰۰۱ | ۲۰۰۴ | ۲۰۱۱ | ۲۰۱۵ |
| جمعیت | ۲۶۱  | ۱۴۴۰ | ۸۹۱  | ۱۲۲۶ | ۱۴۵۹ | ۱۷۶۱ | ۱۸۵۳ | ۲۲۰۶ | ۱۷۹۱ | ۲۳۳۵ | ۲۸۶۷ |